# Actinolita
Actinolita (português brasileiro) ou actinolite (português europeu) (do grego aktis, raio) é um mineral de silicato composto por hidróxido de silicato de ferro, magnésio e cálcio, que apresenta fórmula química:
Ca2(Mg,Fe)5Si8O22(OH)2

## Mineralogia
A actinolita é um mineral da classe dos silicatos, subclasse dos inossilicatos e grupo dos anfibólios, membro intermédio de uma série entre tremolita (rico em Ca) e ferroactinolita (rico em ferro). Na fórmula química acima pode-se observar que os íons de Mg e Fe podem substituir-se uns aos outros na estrutura do cristal. O mineral é denominado de actinolita quando apresenta uma quantidade de óxido de ferro até 12% ou 13%, 22% de magnésio e 14% de cal (CaO).

## Ocorrência
A actinolita é geralmente encontrada em rochas metamórficas, sobretudo em auréolas de contato que cercam as rochas ígneas intrusivas.
Ocorre também como um produto do metamorfismo de rochas calcárias ricas em magnésio.
Algumas formas de asbestos são constituídas de actinolita fibrosa (bissolita), cujas fibras são tão pequenas que podem entrar nos pulmões e danificar os alvéolos. Uma outra forma de actinolita, conhecida como nefrita, é um dos dois componentes comuns do jade (o outro componente é a jadeíta).
As principais ocorrências estão na China, Rússia, Nova Zelândia, Colômbia e Canadá.

## Usos
Asbesto (amianto), pedra ornamental (escultura), e como pedra preciosa ou semipreciosa (jade).

## Características
| índice de refracção | 1.61                                          |
| Clivagem            | 2                                             |
| Pleocroísmo         | Amarelo ao verde escuro, transparente a opaco |

## Minerais relacionados
1. Tremolita
2. Jade

Veja também: Lista de minerais